# ملیه
ملیه روستایی با نام رسمی انارک در استان ایلام است.

## کوه باوه یال
نام کوهی در منطقه ملیه است. این کوه شهرت زیادی دارد و همه شهرت آن به خاطر سروده‌های غلامرضا ارکوازی است. در سال‌های گذشته هم فیلمی با این عنوان ساخته شد.

## پیوند
- میرگ
- تنگه بیجار
- چوار
- ایلام